# Medalha Tamm
A Medalha Tamm (em russo:  Золотая медаль имени И.Е. Тамма) da Academia de Ciências da Rússia é concedida desde 2010 a cada cinco anos por trabalhos de destaque  em física teórica e física de oartículas elementares, bem como teoria de campo.
O Prêmio Tamm (em russo:  Премия имени И.Е. Тамма) da Academia de Ciências da Rússia foi concedido entre 1980 e 2007 em regra a cada três anos por trabalhos de destaque em física teórica.
Ambos os prêmios são denominados em memória de Igor Tamm.

## Recipientes
- 1980 Efim Fradkin
- 1983 Anatoli Nikischov e Vladimir Ritus
- 1987 Viktor Ogievetskii[1]
- 1989 Yuri Golfand e Ievgeni Lichtman
- 1992 Vladimir Petviashvili
- 1995 Grigori Vilkowiski e Igor Batalin
- 1998 David Kirschnits e Galina Schpatkovskaia
- 2001 Igor Tyutin e Boris Voronov
- 2004 Igor Dromin
- 2007 Boris Joffe
- 2010 Isaak Markovich Khalatnikov
- 2015 Michail Vassiliev
- 2020 Kirill Sibin